# Lipót Schulhof
Lipót (eller Léopold) Schulhof, född den 12 mars 1847 i Baja i Ungern, död den 10 oktober 1921 i Paris, var en fransk astronom.
Schulhof var en tid anställd vid observatoriet i Wien och vid den österrikiska gradmätningen under Theodor von Oppolzer. Han begav sig därefter till Paris och var 1875–1915 kalkylator vid Bureau des longitudes. Schulhof beräknade flera planet- och kometbanor; bland dessa kan nämnas hans arbete tillsammans med Joseph Bossert om kometen från 1812: Sur l'orbite de la comète de 1812 (Pons) et sur son prochain retour (1883). I Annuaire publicerade han talrika meddelanden om kometerna under tiden 1800–1880 och han beräknade från 1878 tillsammans med Rodolphe Radau måntabellerna efter Delaunays teori. Han diskuterade Ralph Allan Sampsons tabeller för Jupiters månar; Schulhof beräknade tillsammans med Bossert och efter dennes död stjärnors egenrörelse (Catalogue des mouvements propres de 5671 étoiles, 1920). Av hans övriga arbeten kan nämnas Sur les étoiles filantes (1894).
Minor Planet Center listar honom som upptäckare av 1 asteroid.
Asteroiden 2384 Schulhof är uppkallad efter honom.

## Asteroider upptäckta av Lipót Schulhof
| 147 Protogeneia | 10 juli 1875 |